# Network Computer
De Network Computer (kortweg NC) was een schijfloze desktopcomputer die door Oracle Corporation bedacht werd en van 1996 tot 2000 op de markt was. De toestellen werden ontworpen en geproduceerd door een alliantie, waar onder andere Sun Microsystems en IBM deel van uitmaakten. De Network Computer is ontworpen met minimale specificaties, gebaseerd op het Network Computer Reference Profile. Het merk werd ook gebruikt als marketingterm om dit computerontwerp te promoten op de bedrijfs- en consumentenmarkt.

## NC standaarden
De oorspronkelijke NC-standaard, het Network Computer Reference Profile (NCRef), vereiste dat alle NC-apparaten HTML, Java, HTTP, JPEG en andere belangrijke standaarden ondersteunden.
Omdat veel NC's geen Intel-CPU's of Microsoft-software gebruikten, ontwikkelden Microsoft en Intel de concurrerende NetPC-standaard. Andere alternatieven voor NCRef waren WeBRef (Motorola en HDS Network Systems) en Odin (National Semiconductor).

## NC modellen

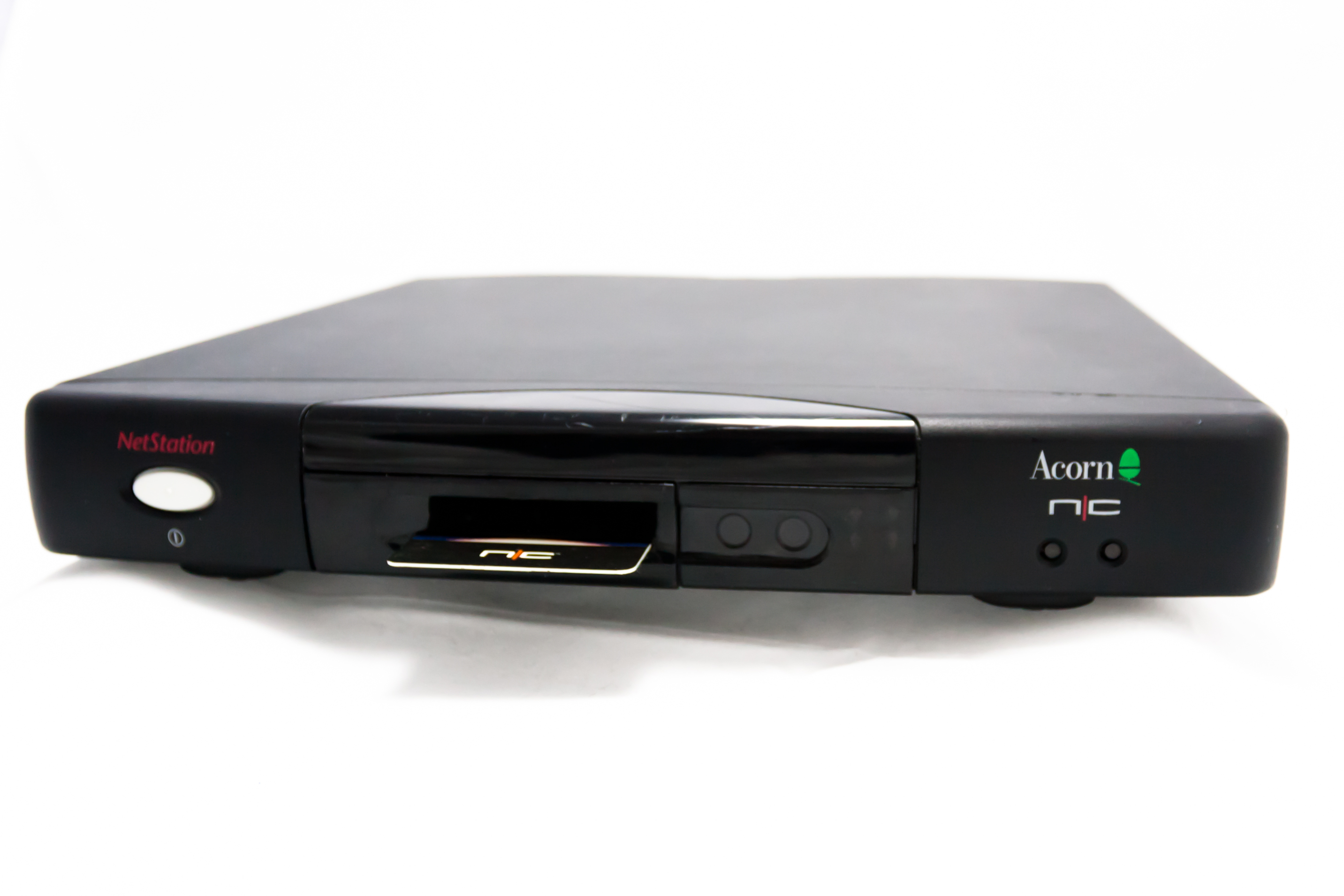
Acorn NetStation NC

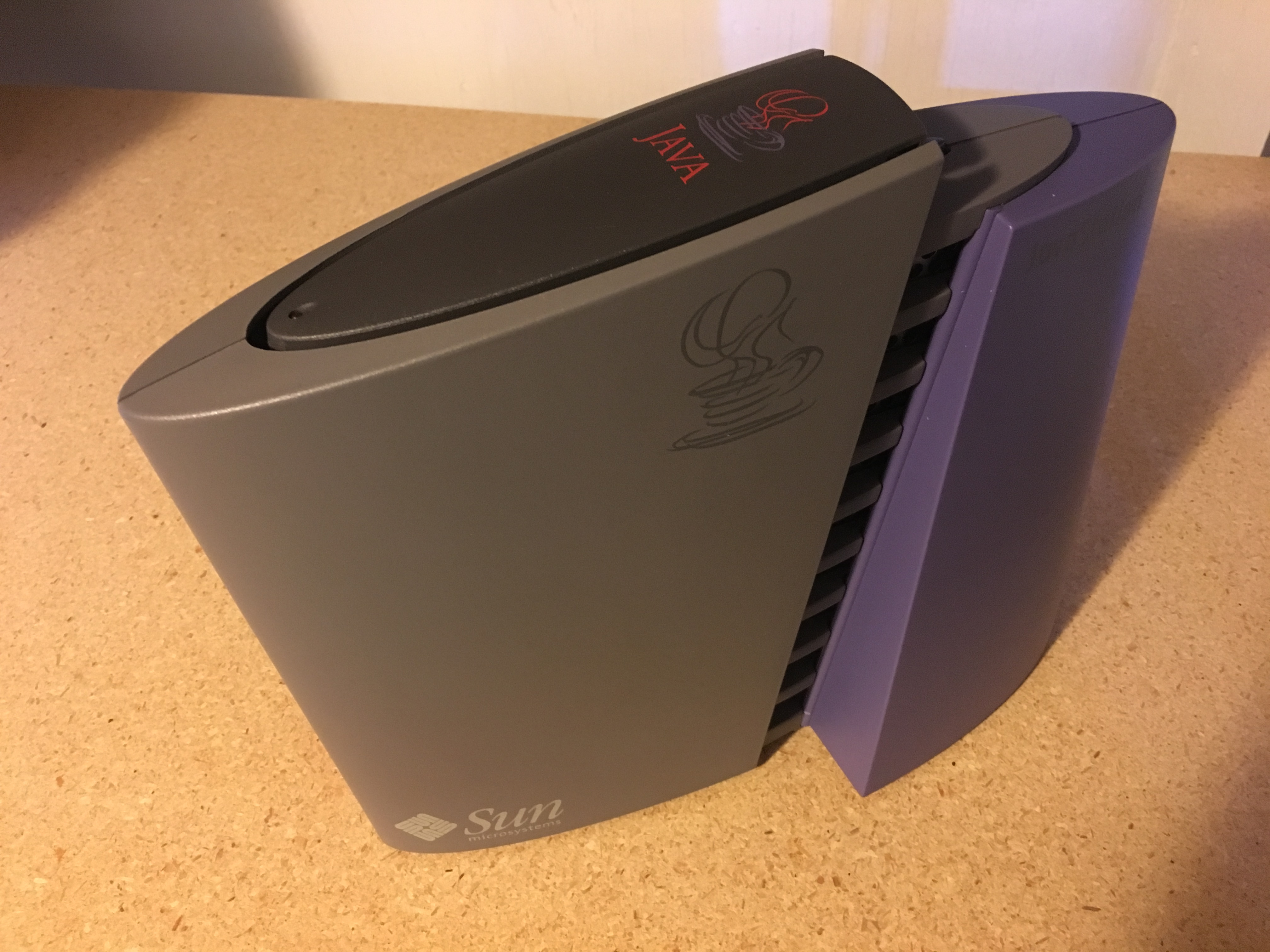
Sun JavaStation-NC

### Acorn Network Computer
De Acorn Network Computer was Oracle's eerste referentie-implementatie van de NC. De ontwikkeling ervan werd uitbesteed aan het Britse bedrijf Acorn Computers, dat zijn eigen RISC OS aanpaste om NCOS te creëren. Acorn maakte gebruik van lokale partnerbedrijven ANT, Icon Technology en Design Edge om het contract uit te voeren.

### Apple Mac NC
In 1997 kondigde Apple de Mac NC aan, een netwerkcomputer op basis van de Apple Bandai Pippin. De Mac NC zou vooral bedoeld geweest zijn voor de onderwijsmarkt. Tegen het einde van 1997 trok Steve Jobs echter de licentie van alle producenten van Macintosh-klonen in, waardoor ook de Pippin van de markt verdween. De belangrijkste componenten van de Mac NC-technologie werden wel herbruikt in de eerste generatie iMac.

### NetProducts NetStation
Het ontwerp van de eerste generatie NetStation werd in licentie gegeven aan NChannel, een bedrijf dat consumentenelektronica en internetservice (met bijbehorende infrastructuur) voor de Britse markt leverde. Na een paar maanden splitste NChannel zich op in twee entiteiten: NetChannel dat de internetservice leverde en NetProducts dat de consumentenelektronica leverde.
NetProducts begon samen te werken met Acorn om een nieuwe generatie NetStation II te ontwerpen en begon met de ontwikkeling van een settopbox voor alleen e-mail (de TVemail). NetProducts staakte in 1998 zijn activiteiten voordat een van beide projecten was voltooid.

### Sun Microsystems JavaStation
Sun Microsystems ontwikkelde het JavaStation, een op JavaOS gebaseerde NC die gebruik maakte van SPARC-hardware en uitsluitend bedoeld was om Java-applicaties uit te voeren.

### IBM Network Station
IBM lanceerde zijn Network Station in september 1996. Het Network Station gebruikte NCOS dat via een LAN werd opgestart vanaf een AS/400- of IBM PC-server. Het toestel kon zelf basistoepassingen zoals een webbrowser uitvoeren. Daarnaast werd ook X-functionaliteit geïmplementeerd om zowel lokaal als op afstand draaiende applicaties op dezelfde machine te kunnen gebruiken. In de praktijk betekende het gebrek aan echte applicaties dat het Network Station weinig meer was dan een X-terminal.
Het IBM Network Station was oorspronkelijk gebaseerd op de PowerPC-architectuur, maar latere modellen gebruikten Intel Pentium-processors.

### HDS @workStation
Het HDS @workStation kwam in juni 1996 op de markt. Het @workStation kon zelf Java-applicaties, e-mailtoepassingen en terminalemulators uitvoeren. Daarnaast bood het toestel ook de mogelijkheid om Windows-applicaties op een centrale server te gebruiken.

## Het einde van de NC
De benaming NC was vooral bedoeld als merknaam voor een reeks desktopcomputers van verschillende leveranciers die door hun schijfloze ontwerp en het gebruik van goedkope componenten en software goedkoper en gemakkelijker te beheren waren dan standaard desktopcomputers. Vanwege de prijsdaling van pc's en de toenemende beschikbaarheid en populariteit van software om volledige pc's als schijfloze desktopcomputer, thin clients of hybride clients in te zetten, heeft de netwerkcomputer nooit de populariteit bereikt waarop Oracle had gehoopt en belandde uiteindelijk in de vergetelheid.